# Cyrrhus
Cyrrhus, Cyr (gr. Κύρρος Kyrros, arab. نبي هوري  Nebi Huri, حوروس Ḳūrus) – starożytne miasto w północnej Syrii.
Nazwa miasta pochodzi od miejscowości Kyrros w Macedonii, a nie (jak wielu uważa) od Cyrusa II Wielkiego.

## Historia
Cyr został założony przez Seleukosa I Nikatora ok 300 r. p.n.e. W I wieku p.n.e miasto zostało podbite przez Królestwo Armenii a następnie przez Republikę rzymską w 64 r. p.n.e. Pod rzymskim panowaniem Cyrrhus został militarnym, administracyjnym i handlowym centrum na drodze pomiędzy Antiochią oraz Zeugmą, a także bił własną monetę.Miasto było bazą rzymskiego legionu Legio X Fretensis.
W VI wieku Cyrrhus został upiększony i wzmocniony przez Justyniana Wielkiego, jednak miasto zdobyli Arabowie w 637 roku.
We wczesnym XII wieku miasto kontrolował Bagrat z Ravendel a następnie przeszło pod panowanie Hrabstwa Edessy w 1117 roku. W 1150 roku Cyr podbił Nur-ad Din.

## Ludzie powiązani z Cyrem
- św. Kosma i Damian
- Teodoret z Cyru